# Taikicetus
Taikicetus — рід базальних таласотерних вусатих китів середнього міоцену Японії.

## Класифікація
Філогенетичний аналіз виявляє Taikicetus як базальну групу більш примітивну, ніж Cetotheriidae і Balaenopteroidea.

## Опис
Taikicetus відрізняється від інших близькоспоріднених таласотерів опухлим спереду коротким виличним відростком та ін..